# 深圳市行政区划
本条目介绍中国广东省深圳市行政区划的概况、历史及各行政区的名称来源。

## 建制沿革

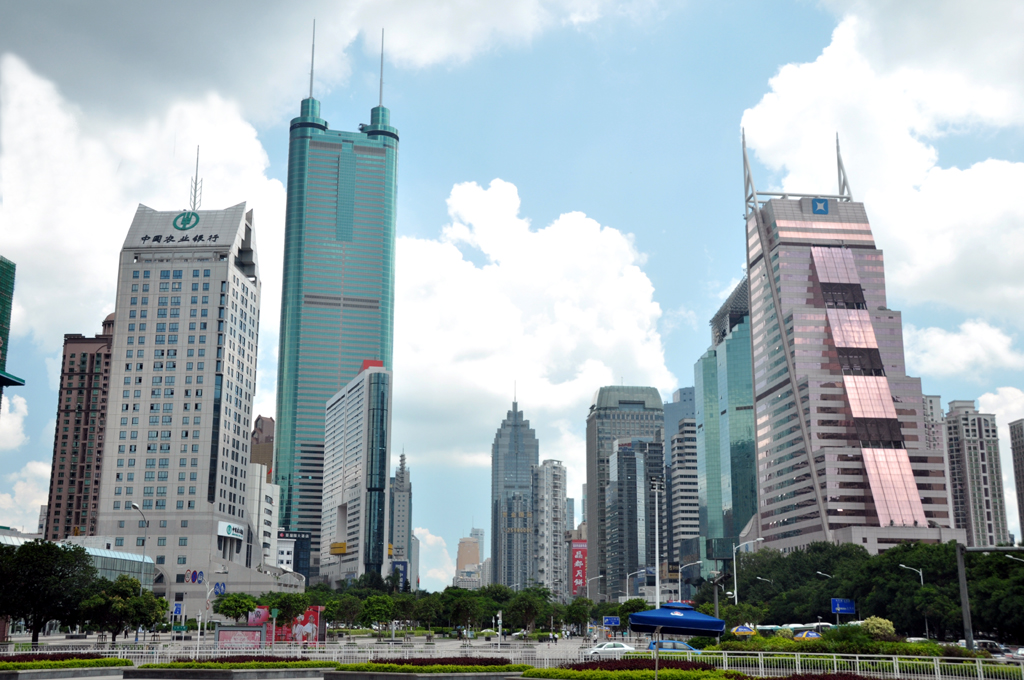
罗湖区（地王大厦附近）

1979年1月，中共广东省委决定：将宝安县改为深圳市，为省辖市，由省和惠阳地区实行双重领导。是年3月，国务院批复（国发 1979 63号文）：将宝安县改设为深圳市，以宝安县的行政区域为深圳市的行政区域，市革命委员会驻深圳。
1981年7月，中共中央、国务院决议：“深圳特区应成立特区人民政府，归省直接领导；恢复宝安县建制，辖原深圳市属的农村，归深圳特区领导”。10月，中共广东省委决定深圳市成立经济特区人民政府，其政权名称为深圳市经济特区人民政府（撤销深圳市革命委员会），同时决定恢复宝安县。
1981年12月，经国务院批准广东省决定将深圳市经济特区人民政府改称深圳市人民政府。

## 隶属暨建制等级
深圳市建制前，宝安县隶属于广东省惠阳地区。
1979年1月，中共广东省委决定：深圳市为省辖市，由省和惠阳地区实行双重领导。
是年11月，广东省决定：将深圳市原来由省和惠阳地区双重领导的体制改为地区一级的省辖市，直属省领导。
1981年8月，中共广东省决定：“深圳经济特区的政治待遇和广州相同”。
1988年10月，国务院批复：“深圳市在国家计划中实施单列”。
1992年7月，全国人民代表大会常务委员会决定：授权深圳市人民代表大会及其常务委员会根据具体情况和实际需要，遵循宪法的规定以及法律和行政法规的基本原则，制定法规，在深圳经济特区实施，并报全国人民代表大会常务委员会、国务院和广东省人民代表大会常务委员会备案；授权深圳市人民政府制定规章并在深圳经济特区组织实施。
1994年2月，中央机构编制委员会通知：“将……深圳市……共十六个市的行政级别定为副省级”。
2000年3月15日，九届全国人大三次会议通过《中华人民共和国立法法》。当日以中华人民共和国主席令九届第31号颁发。是年7月1日实施。《立法法》规定：“较大的市是指省、自治区的人民政府所在地的市，经济特区所在地的市和经国务院批准的较大的市”，至此明确深圳市为较大的市。
2010年5月27日，国务院批复“同意将深圳经济特区范围扩大到深圳全市，将宝安、龙岗两区纳入特区范围”。至此深圳市制定法规适用范围扩大的深圳全市。
2015年3月15日，十二届全国人大三次会议通过修改《中华人民共和国立法法》决议。深圳市作为“设区的市”，仍具有立法权。

## 行政区划变迁
建制前，宝安县辖2镇16公社，是为深圳镇、沙头角镇及大鹏、葵涌、坪山、龙岗、坪地、横岗、盐田、布吉、平湖、龙华、观澜、福田、南头、石岩、蛇口、西乡、福永、沙井、松岗、公明、附城等公社，并管辖光明华侨畜牧场。

### 早期方案；宝安县的撤销与恢复
1979年3月，深圳市决定成立罗湖、龙岗、葵涌、龙华、南头、松岗等6区，各区由中共区委代行行政职能。

- 罗湖区：辖深圳镇、沙头角镇和附城、福田、盐田等3公社。
- 龙岗区：辖龙岗、坪地、横岗、平湖等4公社。
- 葵涌区：辖大鹏、葵冲、坪山等3公社。
- 龙华区：辖龙华、石岩、观澜、布吉等4公社。
- 南头区：辖南头、蛇口、西乡等3公社。
- 松岗区：辖松岗、福永、沙井、公明等4公社。

1980年6月7日，中共深圳市委决定析罗湖区设立沙头角区，仍只有中共组织（中共深圳市沙头角管理区委员会），无政权组织。是年7月，正式分区。至此，深圳市辖罗湖、沙头角、龙岗、葵涌、龙华、南头、松岗等七区。
1981年7月，中共中央、国务院决议：“……恢复宝安县建制，辖原深圳市属的农村，归深圳特区领导”。10月，中共广东省委决定“……，同时决定恢复宝安县”。11月，撤销中共松岗、龙华、龙岗、葵冲四个区委。12月1日，宝安县人民政府在原县政府大院挂牌。1982年4月，深圳市人民政府决定，将宝安县城移至西乡镇龙井山附近。
1981年8月，中共深圳市委决定“罗湖区、南头区、沙头角区三个区合并，……成立罗湖区党委及政府……。罗湖区党委及政府为一级党委和一级政权机构……”。翌年1月，正式成立罗湖区，撤销沙头角区、南头区，并入罗湖区（行政区）。
至此，深圳市辖罗湖区、宝安县。
1982年8月10日，升罗湖区沙头角镇为县级镇，区划上仍隶属罗湖区。
1982年12月，国务院（追认）批复同意恢复宝安县，管辖原属深圳市的大鹏、葵冲、坪山、龙岗、坪地、横岗、 平湖、布吉、观兰、龙华、石岩、西乡、沙井福永、松岗、公明等十六个公社和光明华侨畜牧场。县人民政府驻西乡。宝安县由深圳市领导。恢复宝安县后， 深圳市管辖市区内的人民路、和平路两个街道办事处， 以及沙头角镇和福田、附城、南头、蛇口、盐田等五个公社。1983年1月4日，广东省人民政府发出《关于恢复宝安县的通知》（粤府函 1983 1号）。

### 组建区办事处、管理区
1983年6月，经广东省人民政府批准，深圳市人民政府决定在经济特区范围内设置罗湖、上埗、南头、沙头角四个区办事处，为深圳市人民政府派出的相当县级的办事机构：

- 罗湖区办事处：管辖伯公坳以西至红岭路以东区域，包括罗湖新城区和人民路、和平路两个街道办事处，以及附城办事处、深圳水库。罗湖区办事处驻湖贝。
- 上埗区办事处：管辖红岭路以西至车公庙以东区域，包括上埗、福田两个办事处和农艺园研究中心所属范围。上埗区办事处驻福田。
- 南头区办事处：管辖车公庙以西至蛇口工业区所属范围，包括蛇口、南头两个办事处，沙河企业公司，蛇口招商局和西丽湖等区域。南头区办事处驻南头。
- 沙头角区办事处：管辖伯公坳以东区域，管辖盐田办事处、沙头角镇和大、小梅沙。沙头角区办事处驻三家店。

是年9月15日，罗湖、上埗、南头、沙头角四个区办事处挂牌办公。至此，深圳市辖罗湖区、上埗区、南头区、沙头角区和宝安县。
1983年7月1日，宝安县迁址新县城西乡。
1984年7月，中共广东省委、省政府同意析南头区设立蛇口区，组建蛇口区管理局，蛇口区管理局行使一级政权组织的职能。蛇口区的范围“扩大到以大小南山分水岭至正龙围、后海连线以南地区为蛇口管辖区”。至此，深圳市辖罗湖区、上埗区、南头区、沙头角区、蛇口区和宝安县。
1985年3月，深圳市人民政府批准罗湖、上埗、南头、沙头角等区办事处更名为深圳市人民政府某某管理区，是月10日启用印信。此前，中共深圳市委已于1984年5月8日下达《印发深圳市区一级机构改革方案的通知》（1984-05-08），并于1984年12月26日完成组织任命，各区行政首长改称区长。

### 正式设区：福田、罗湖、南山
1990年1月，经国务院批准，民政部批复，同意深圳市设立福田区、罗湖区和南山区（均为县级〕：

- 福田区：行政区域东起红岭路，西至车公庙，南临深圳河，北到笔架山；管辖园岭、南园、福田、沙头、梅林、华富和香蜜湖街道办事处；区人民政府驻深南中路。
- 罗湖区：行政区域东起大鹏湾背仔角，西至红岭路以东；管辖盐田、梅沙、田心、笋岗、翠竹、桂园、黄贝、蛟湖、南湖街道办事处和沙头角镇；区人民政府驻湖贝。
- 南山区：行政区域东起车公庙，西至南头安乐村、赤尾村，北背羊台山，南临蛇口港、大铲岛和伶仃岛；管辖沙河、西丽、大新、南山、蛇口街道办事处和蛇口招商局工业区；区人民政府驻南头。

同年1月20日，广东省人民政府转发通知；9月21日罗湖区政府成立，9月24日南山区政府成立，10月7日福田区政府成立。
至此，深圳市辖罗湖区、南山区、福田区和宝安县。

### 宝安析龙岗、罗湖再设盐田
1992年8月，国务院批复同意“撤销宝安县建制，将其划为深圳市的两个区，具体手续由民政部按规定办理”。11月，民政部批复同意撤销宝安县，设立深圳市宝安区、龙岗区：

- 宝安区辖新安、福水、沙井、松岗、公明、石岩、龙华、观澜八个镇和光明华侨畜牧场，区人民政府驻新安镇。

- 龙岗区辖布吉、平湖、横岗、龙岗、坪地、坪山、坑梓、大鹏、南澳、葵涌十个镇，区人民政府驻龙岗镇。

同年12月8日，广东省民政厅转发批复。同日，中共深圳市委、深圳市人民政府发出通知：“两个新建区定于一九九三年一月一日正式宣告成立，挂牌办公”。至此，深圳市辖罗湖区、南山区、福田区、宝安区、龙岗区。
1997年10月，国务院批复调整深圳市罗湖区行政区划，设立盐田区：

- 增设深圳市盐田区：盐田区辖从罗湖区划入的沙头角镇和盐田、梅沙2个街道，区人民政府驻盐田街道黄必围。
- 调整后的罗湖区辖南湖、黄贝、翠竹、蛟湖、笋岗、桂园6个街道，区人民政府驻地不变。

同年11月7日，广东省人民政府转发批复。1998年2月16日，盐田区委、区政府成立，挂牌揭幕典礼于3月30日举行。至此，深圳市辖罗湖区、南山区、福田区、宝安区、龙岗区、盐田区。

### 二线关淡化、关外析设新区；建立深汕合作区
2007年5月31日，中共深圳市委、市政府宣布（宝安区干部大会）：宣布成立光明新区，管理宝安区光明、公明两个街道。8月19日，光明新区揭牌。至此，深圳市辖罗湖区、南山区、福田区、宝安区、龙岗区、盐田区和光明新区。
2009年6月29日，中共深圳市委常务会议审议决定设立坪山新区：原“深圳市大工业区（广东深圳出口加工区）管理委员会”更名为“深圳市坪山新区管理委员会(简称‘新区管委会’)”，加挂“广东深圳出口加工区管理委员会”牌子，相应成立中共深圳市坪山新区工作委员会（简称“新区党工委”）、中共深圳市坪山新区纪律检查工作委员会（简称“新区纪工委”）。新区党工委为市委的派出机构，与管委会合署办公。新区管委会为市政府派出机构，管理坪山、坑梓两个街道办事处。30日，坪山新区揭牌。至此，深圳市辖罗湖区、南山区、福田区、宝安区、龙岗区、盐田区和光明新区、坪山新区。
2010年2月，深圳市设立前海深港现代服务业合作区管理局（简称前海管理局），为深圳市人民政府派出机构。是年8月，国务院批复《前海深港现代服务业合作区总体发展规划》。前海深港现代服务业合作区范围为月亮湾大道、双界河、妈湾大道、海滨岸线所围成的区域（1492公顷）。
2011年2月18日，深汕特别合作区建立。5月21日，合作区党工委、管委会授牌成立。
2011年12月30日，深圳市人民政府五届四十六次常务会议通过《深圳市龙华新区和大鹏新区管理暂行规定》：“市政府设立龙华新区、大鹏新区（以下统称新区）。龙华新区的范围为现宝安区龙华、大浪、民治和观澜街道行政区域。大鹏新区的范围为现龙岗区葵涌、大鹏和南澳街道行政区域”。“市政府分别设立龙华新区管理委员会、大鹏新区管理委员会，新区管委会是市政府的派出机构，行使市政府决定由区级政府行使的职责”。同日，深圳市龙华新区管理委员会、大鹏新区管理委员会揭牌。至此，深圳市辖罗湖区、南山区、福田区、宝安区、龙岗区、盐田区和光明新区、坪山新区、龙华新区、大鹏新区。

### 新区转正
2016年9月，国务院批复同意广东省设立深圳市龙华区和坪山区：

一、同意设立深圳市龙华区，将深圳市宝安区的龙华街道、大浪街道、民治街道、观湖街道、福城街道、观澜街道划归龙华区管辖，以龙华街道、大浪街道、民治街道、观湖街道、福城街道、观澜街道的行政区域为龙华区的行政区域，龙华区人民政府驻观湖街道广场沿河路1号。

二、同意设立深圳市坪山区，将深圳市龙岗区的坪山街道、坑梓街道划归坪山区管辖，以坪山街道、坑梓街道的行政区域为坪山区的行政区域，坪山区人民政府驻坪山街道深汕公路333号。

2017年1月7日，龙华区人民政府、坪山区人民政府揭牌。
至此，深圳市辖罗湖区、南山区、福田区、宝安区、龙岗区、盐田区、龙华区、坪山区和光明新区、大鹏新区。
2017年9月，广东省批复将深汕特别合作区管委会由广东省人民政府派出机构调整为深圳市人民政府派出机构。深汕特别合作区辖鹅埠镇、小漠镇、鲘门镇、赤石镇（含园墩林场）。
至此，深圳市辖罗湖区、南山区、福田区、宝安区、龙岗区、盐田区、龙华区、坪山区和光明新区、大鹏新区、深汕特别合作区。
2018年2月，国务院批复同意广东省设立深圳市光明区，将深圳市宝安区的光明街道、公明街道、新湖街道、凤凰街道、玉塘街道、马田街道划归光明区管辖，以光明街道、公明街道、新湖街道、凤凰街道、玉塘街道、马田街道的行政区域为光明区的行政区域，光明区人民政府驻光明街道广场路1号。是年5月24日，广东省人民政府转发通知。9月19日，光明区人民政府揭牌。
至此，深圳市辖9区1新区1特别合作区，是为罗湖区、福田区、南山区、盐田区、宝安区、龙华区、龙岗区、坪山区、光明区及大鹏新区、深汕特别合作区。

### 现况
| 各区名称   | 建制日期                                          | 各区地名释义                                                                                                 |
| ---------- | ------------------------------------------------- | --- |
| 羅湖區     | 1979年10月                                        | 起源历史上的罗湖村，依据古越语推论，“罗湖”也是一座山名，不过山势低矮，经济特区开发时已被夷为平地。           |
| 福田區     | 1986年                                            | 南宋时当地一大户因开垦造田收成好，将自家田地取名“幅田”，因“幅”与“福”谐音，“幅田”易名为“福田”，即“得福于田”。 |
| 南山區     | 1990年1月4日                                      | 因其境内的大、小南山得名，东晋时期的南头曾是区域性的政治、经济、文化中心。                                   |
| 鹽田區     | 1998年3月30日                                     | 源于当地的经济活动，因古代大鹏人多在海边开辟盐田，靠煮盐为生，盐田逐渐成为地名。                             |
| 龍崗區     | 1992年11月11日                                    | 得名于古代传说，谓此处有龙和仙女，因龙“怜香惜玉”，为陪伴和保护仙女而变成山岗，“龙岗”一名形成。               |
| 龙华区     | 2011年12月31日建立新区 2016年10月11日升格为市辖区 | 源于龙华墟，因早期移民建龙胜堂并于此建墟，取日渐繁华之意。                                                   |
| 坪山区     | 2009年6月30日建立新区 2016年10月11日升格为市辖区  | 源于坪山墟，其因地处河流冲积川地又有山在其间而得名。                                                         |
| 大鹏新区   | 2011年12月31日                                    | 因其为明洪武二十六年（1394年）所设的大鹏守御千户所之所在而得名。                                             |
| 寶安区     | 1992年11月11日                                    | 宝安意即“得宝而安”，明代识记曾记载“得其宝者安，凡以康民也”。                                                 |
| 光明區     | 2007年5月31日建立新区 2018年5月25日升格为市辖区   | 沿袭自光明华侨农场，取前途光明之意。                                                                         |
| 深汕合作区 | 2011年2月18日 （初始合约至2040年）                | 由深圳和汕尾共同设立，全称为“深圳市深汕特别合作区”，简称“深汕合作区”。                                       |

## 界线
根据1997年7月1日《中华人民共和国国务院令》第221号，深圳市与香港特别行政区陆地界线为：
1. 沙头角镇段
  - 由沙头角码头底部东角（1号点，北纬22°32′37.21″，东经114°13′34.85″）起至新楼街东侧并行的排水沟入海口处，再沿排水沟中心线至该线与中英街中心线的交点（2号点，北纬22°32′45.42″，东经114°13′32.40″）；
  - 由2号点起沿中英街中心线至步步街与中英街两街中心线的交点（3号点，北纬22°32′52.26″，东经114°13′36.91″）；
  - 由3号点起以直线连接沙头角河桥西侧河中心桥墩底部的西端（4号点，北纬22°32′52.83″，东经114°13′36.86″）。
2. 沙头角镇至伯公坳段
  - 由4号点起沿沙头角河中心线逆流而上经伯公坳东侧山谷谷底至该坳鞍部中心止（5号点，北纬22°33′23.49″，东经114°12′24.25″）。
3. 伯公坳至深圳河入海段
  - 由伯公坳鞍部起沿该坳西侧主山谷谷底至深圳河伯公坳源头，再沿深圳河中心线直至深圳湾（亦称后海湾） 河口处止。

深圳河治理后，以新河中心线作为区域界线。

### 深圳市与东莞市行政区域界线
深圳-东莞线总长165.4公里，是一条争议界段较多的界线，部分界段争议达数十年。深东线的勘定从1997年开始。1998年6月后，两市勘界办在充分调查研究的基础上，经多轮协商，解决了深东线最后5处争议地段：
- 松山，位于松岗镇下涌村与东莞市长安镇涌头村相交处，争议界线长约400米，争议面积约2万平方米。1998年6月15日贯通界线。
- 黄泥坑，位于罗田林场与长安镇杨屋村相交处，争议界线长约2.4公里．争议面积约13万平方米。1998年6月17日贯通界线。
- 石夹岭，位于观澜镇黎光村与东莞大屏嶂林场相交处，争议界线长约1.5公里，争议面积约13万平方米。1998年6月20日贯通界线。
- 韩屋水库，位于观澜镇牛湖村与东莞市塘厦镇相交处，争议界线长约1.2平方公里，争议面积约7万平方米。1998年6月20日贯通界线。
- 交椅山，位于横岗镇黄阁坑村与东莞风岗镇井头村交处，争议界线长约800米，争议面积约7万平方米。1999年6月16日贯逋界线。

2000年12月，深圳和东莞两市政府代表正式草签勘界协议书，形成协议书文字约1.8万字，附图24张。至此，深圳-东莞线勘界工作全面完成。

### 深圳市与惠州市行政区域界线
深圳-惠州线总长70.96公里。两市勘界办经调查研究和充分协商．解决了深圳-惠州线最后未勘定的5处地界：
- 将军岭，位于葵涌镇坝光村与大亚湾小桂村交界处，争议界线长约1500米，争议面积约33万平方米。1998年10月30日贯通界线。
- 炮台坑尾，位于坑梓镇卢屋村与大亚湾樟树布村交界处，争议界线长约500米，争议面积约13万平方米。1998年10月30日贯通界线。
- 牛望岭，位于坑梓镇沙田村与大亚湾新寮村交界处，争议界线长约800米，争议面积约10万平方米。1998年10月30日贯通界线。
- 金交椅，位于坑梓镇金沙村与惠阳市秋长镇白石村交界处争议界线长约200米，争议面积约1万平方米。1998年10月30日贯通界线。
- 石坡头，位于坪地镇六联村与惠阳市新墟镇产经村交界处，争议界线长约2000米，争议面积约33万平方米。1998年10月30日贯通界线。

2000年6月，深圳和惠州两市政府代表正式草签勘界协议书，形成协议书文字约8500字，附图13张。至此，深圳-惠州线勘界工作全面完成。

### 深圳市与珠海市内伶仃岛归属争议
内伶仃岛原属新安县。1898年，清廷与英国签订《展拓香港界址专条》，深圳河以南的宝安县地方均被纳入为英国租界范围，理论上亦包括内伶仃岛，然而英方以该岛远离香港岛和九龙半岛为由，并没有接收内伶仃岛和其南面的万山群岛。故内伶仃岛仍属宝安县。
1952年12月，政务院批准在珠江口设立渔民县（珠海市前身），并将内伶仃岛划归渔民县。1955年6月28日，国务院（55）国－内罗字第六十三号文批复，同意将珠海县内伶仃岛划归宝安县管辖。
1992年，广东省民政厅发文《关于深圳市与珠海市之间海涂行政界线划定问题和裁决书》将该岛划归珠海市管辖。
2009年，经第11届35次广东省政府常务会议研究，明确内伶仃岛归属深圳市管辖。

## 其他

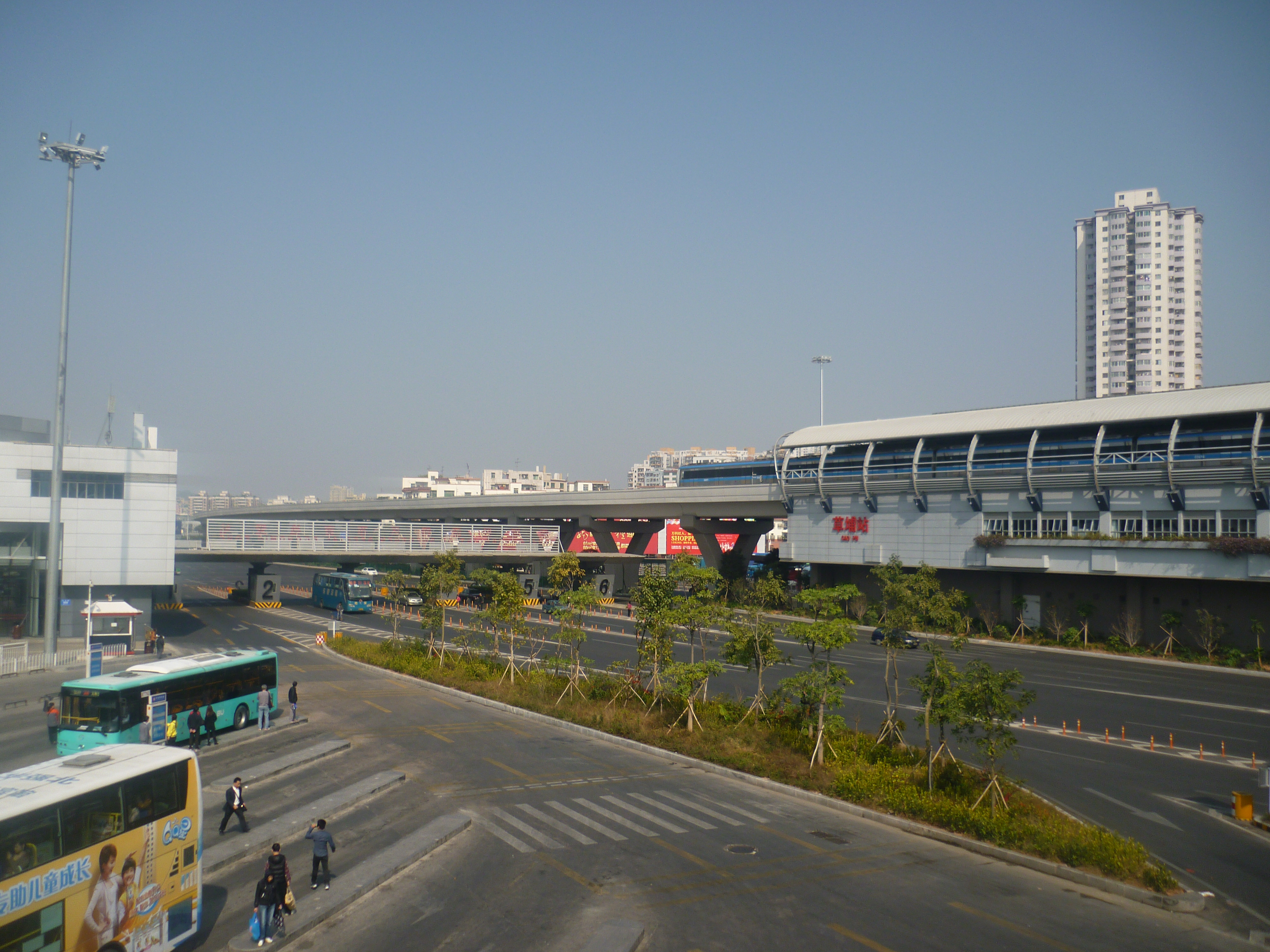
布吉检查站（2012年1月1日）

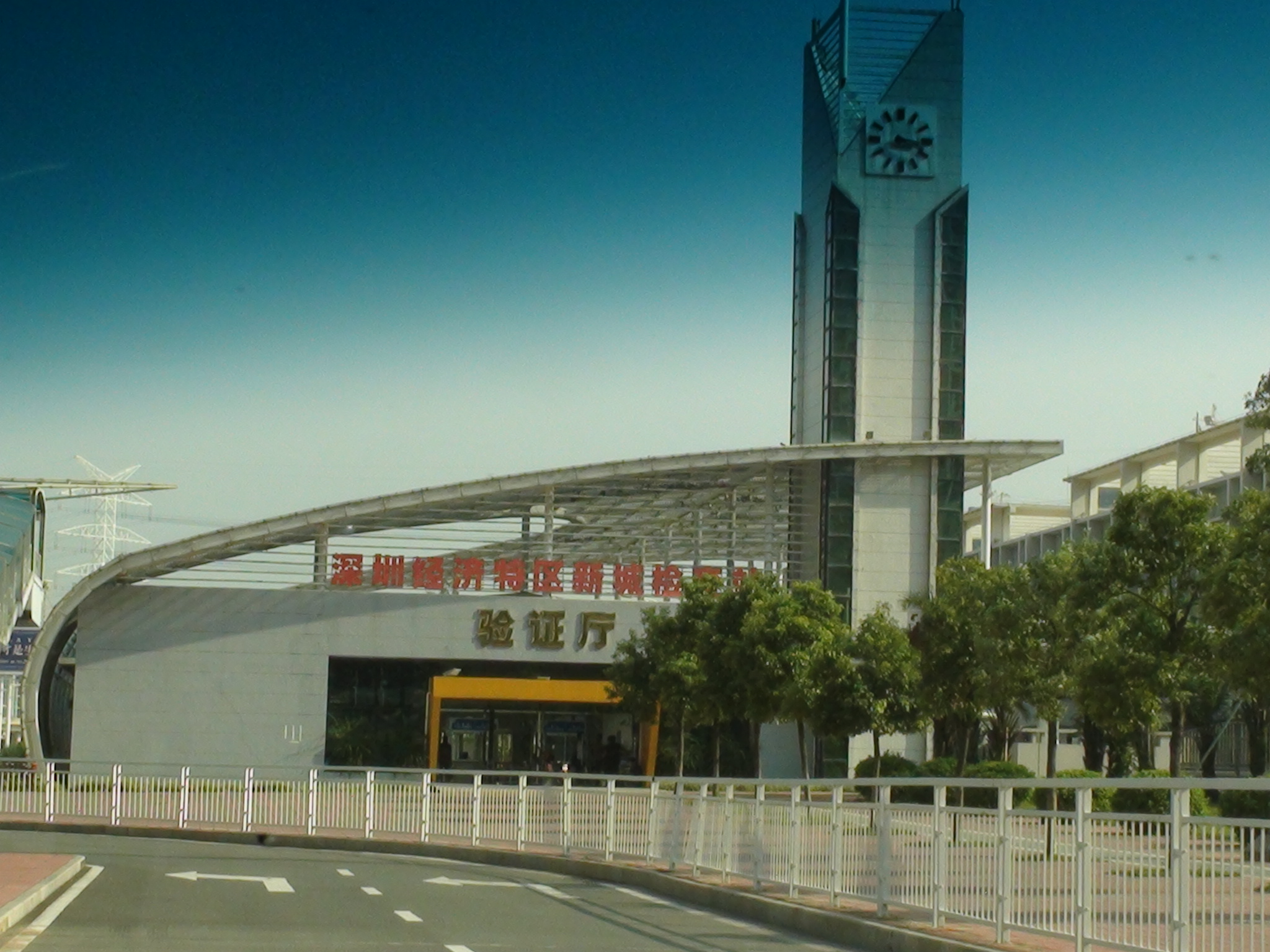
新城检查站（2011年10月）

### 特区检查站
1982年6月，中国政府为维护经济特区内的秩序，批准深圳在市域范围内的特区与非特区之间设立管理线，并于1983年12月在进出特区的交通要道设置“深圳经济特区检查站”。特区管理线西起宝安区珠江口东岸的安乐村，东至龙岗区的背仔角，全长84.6公里，沿线铺设武警巡逻道，这就是深圳的“二线”。管理线上设置的检查站，就是人们通常所说的“二线关”，进入特区的车辆、行人必须凭证通行，无证的车辆和行人不得进入。通关的基本证件有：深圳特区内的身份证、中华人民共和国出入边境地区通行证（边防证）、港澳居民来往内地通行证、内地居民往来港澳通行证和护照等，而出特区则无需任何证件。
截至2007年12月31日，深圳有新城檢查站、南頭檢查站、布吉檢查站、梅林檢查站等17個檢查站。隨著市政建設如南坪快速路的開通，原關內外聯繫越來越緊密，但檢查站的數量將不再增加。当时的南头、同乐、梅林、布吉和沙湾检查站为进出特区最为繁忙的检查站，深圳市民中一度流传“英雄难过梅林(布吉)关”的谚语。
1997年7月，中华人民共和国对香港行使主权后，关内外联系紧密，“二线关”成为阻碍交通畅通的咽喉，当初的积极作用日趋淡化。2000年以后，关口对进出特区的查验程序逐渐简化，多数情况无需查验，车辆可直接通行，行人出示自己的身份证即可，但二线关的设施仍旧被保留。2010年國務院批准將特區范围擴大到全市範圍，長期困擾深圳市的“一市兩法”問題得到解決。2015年，深圳启动二线关口交通改善工程，2018年初正式取消「二線關」。

### 特区扩张与大深圳构想
特區与非特區適用的經濟政策、使用法规不同造成了特區内外形成巨大落差。兩種不同的行政區劃，造成特區內土地面積十分有限、經濟開發用地不足，而特區外的規劃建設相對落后，降低了深圳的整體競爭力。另一方面，经济特区独有的特區立法權造成“一市兩法”的现象，不利行政管理的統一，也加大了管理成本。要求将寳安區與龍崗區併入特區的建议早在1998年已经被提出，随后的呼聲也越来越高。而將經濟特區範圍延伸到深圳全市的專項調研方案已经在2009年开始。2010年7月，经济特区最终扩大至整个深圳市辖区。
2005年，全国政協委員刘家琛提議將惠州市惠阳区、東莞市鳳崗鎮、東莞市清溪鎮或大亞湾區划入深圳，使深圳有足夠土地空间，發展成產業轉移和工業後勤基地。这消息一度刺激惠阳的房地產市場，成了深圳置業者追捧的目标。
此外，時不時有人建議將深圳晉升為直轄市，但深圳官方從未有該計劃，並多次闢謠。